# Lake Placid (lago)
Il Lake Placid è un lago, situato nei Monti Adirondack nello stato di New York (Stati Uniti). Copre una superficie di circa 8,8 km² ed ha una profondità media di 50 piedi, circa 15 metri.
Le sponde nord del lago bagnano il villaggio di Lake Placid. Il lago è fonte di acqua potabile per la città, e il mantenimento dell'elevata qualità dell'acqua del lago è il maggior problema locale.

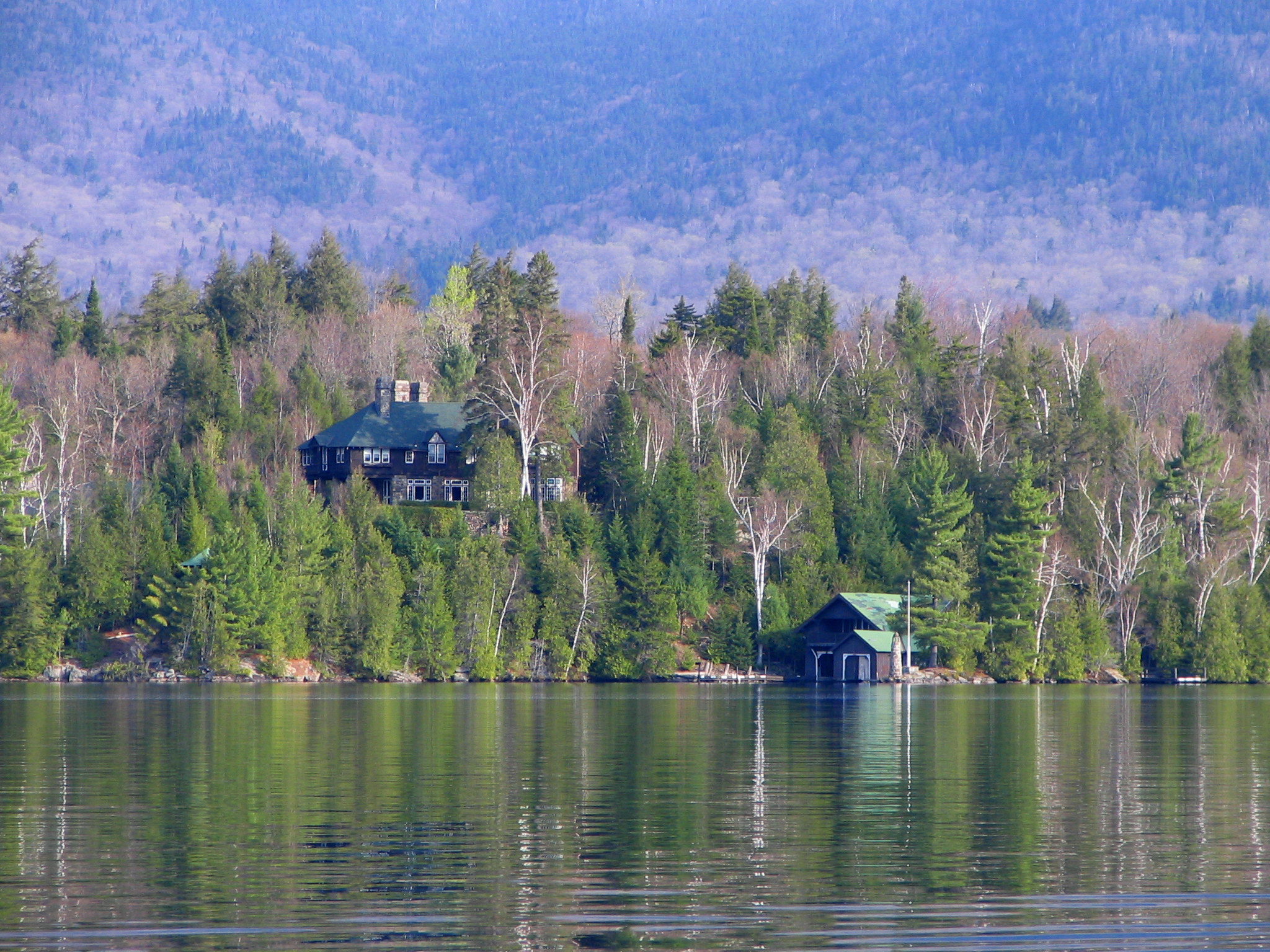
Casa alla Buck Island
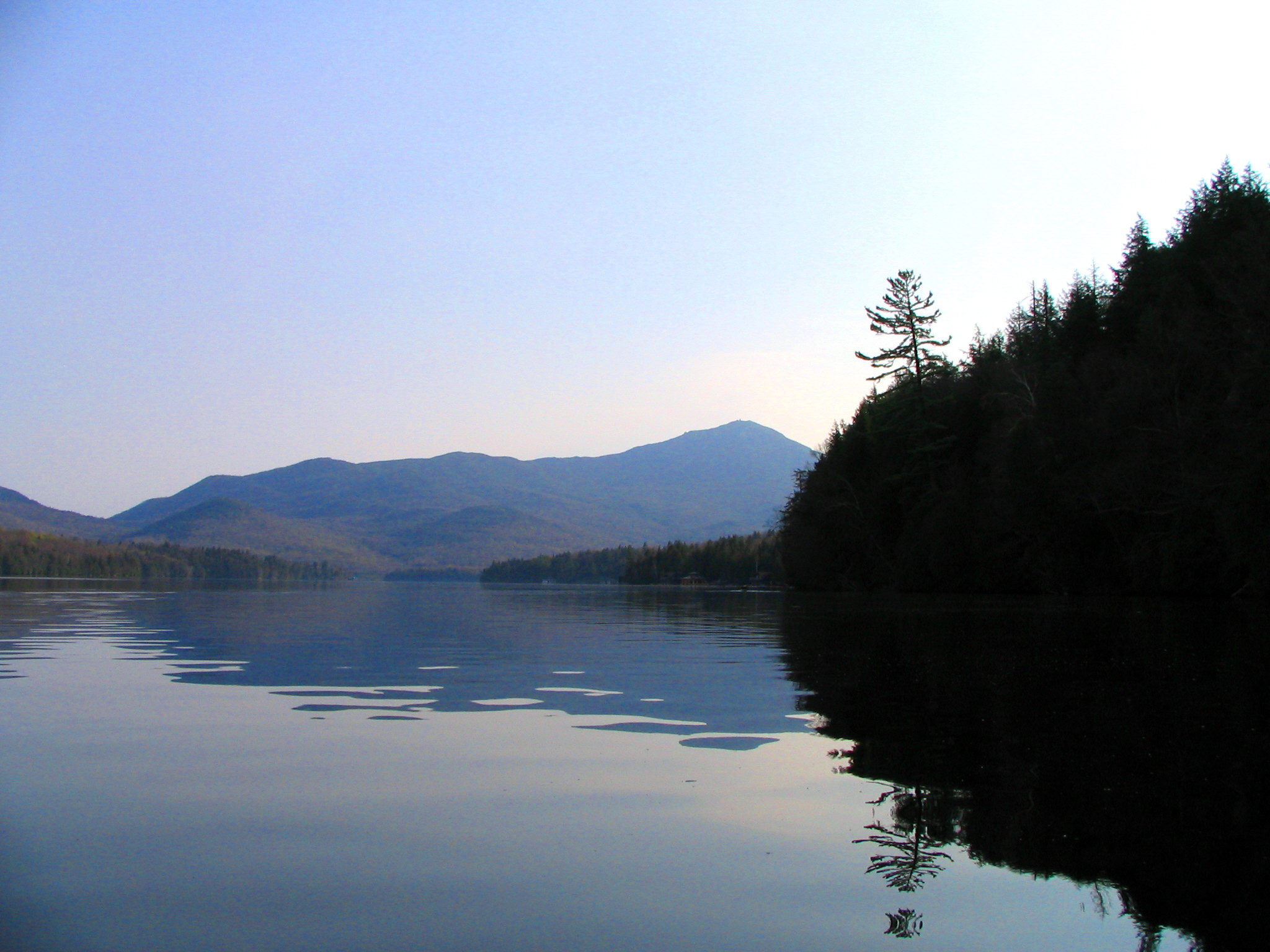
Whiteface Mountain dalla parte nord del lago
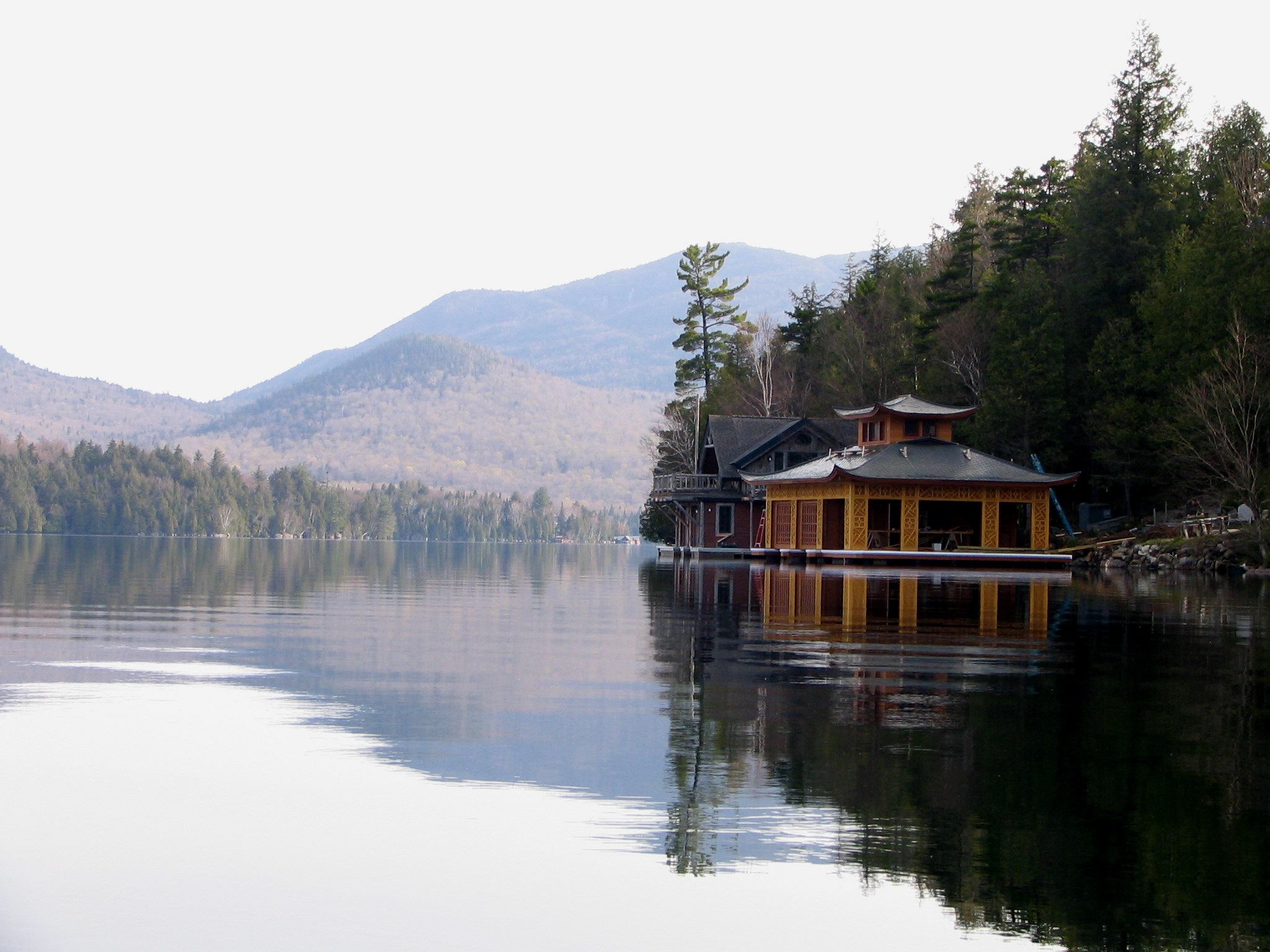
Rimessa navale
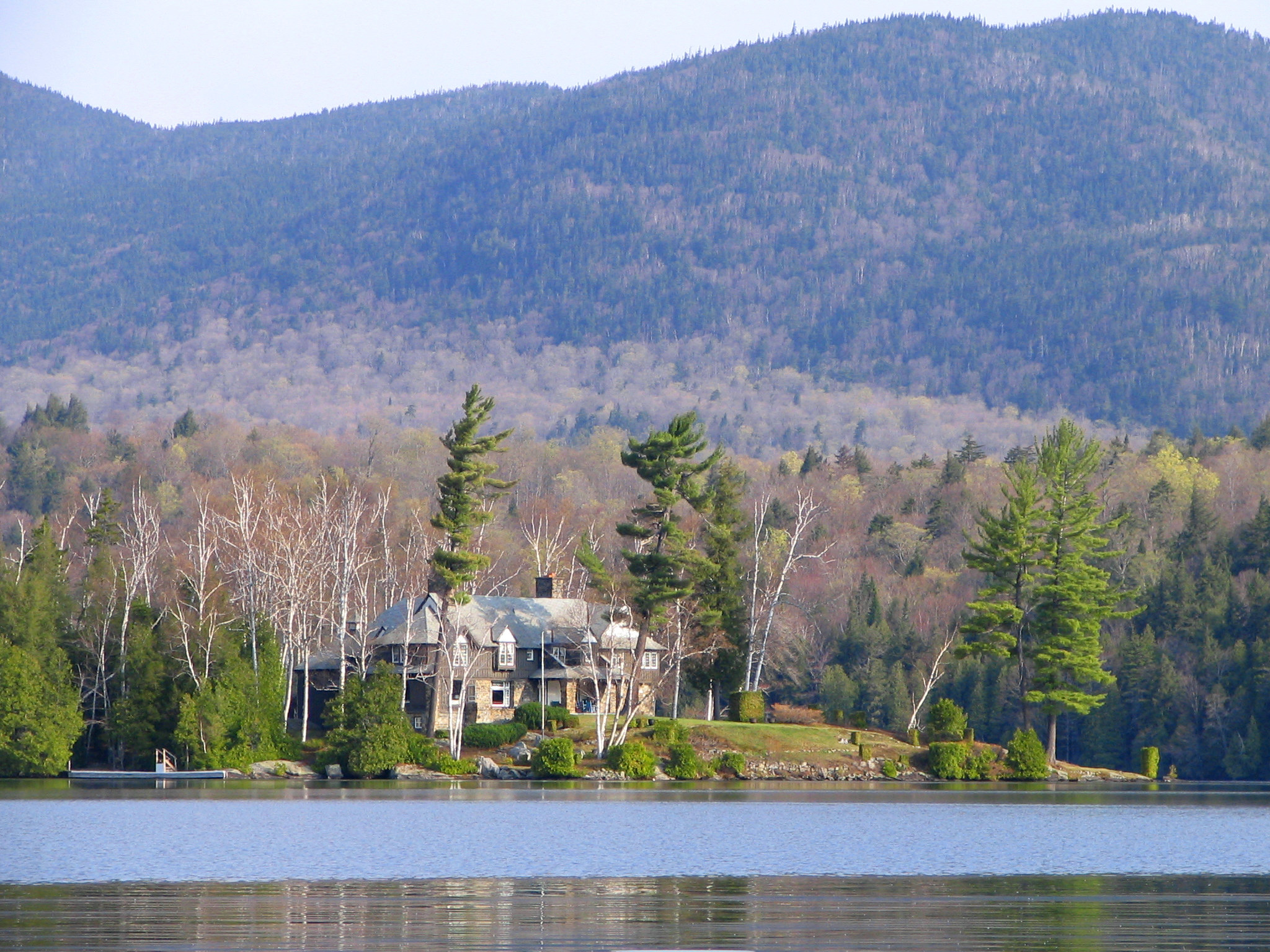
Casa sul Buck Island